# Stadion Şagadam
Stadion Şagadam – wielofunkcyjny stadion w Turkmenbaszy, w Turkmenistanie. Obiekt może pomieścić 5000 widzów. Swoje spotkania rozgrywają na nim piłkarze klubu Şagadam Turkmenbaszy.